# Linda Caridi

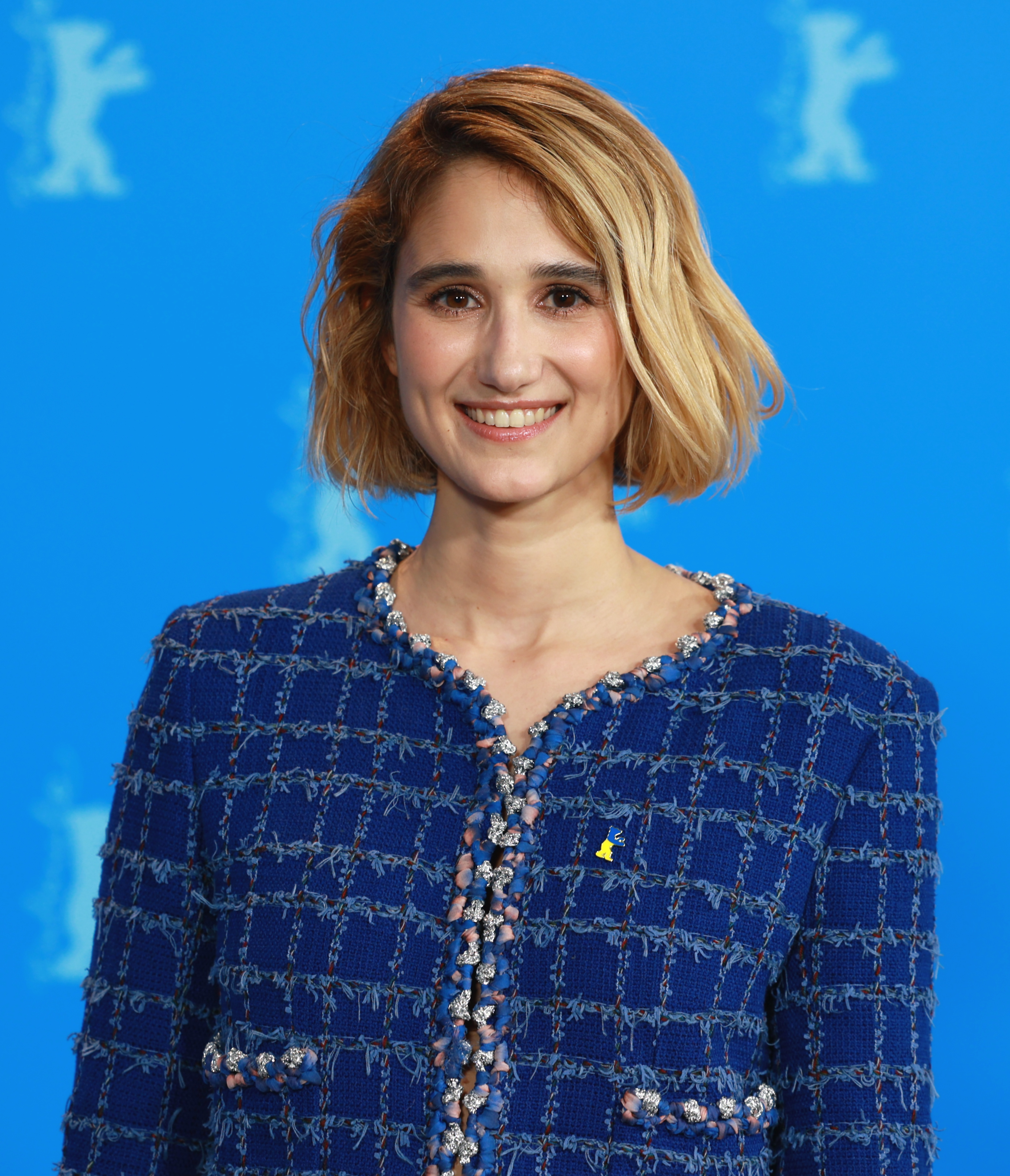
Linda Caridi

Linda Caridi (* 11. April 1998 in Mailand) ist eine italienische Schauspielerin.

## Leben und Karriere
Caridi wurde in Mailand als Tochter einer sizilianischen Mutter und eines kalabrischen Vaters geboren. Sie absolvierte ihre Schauspielausbildung an der Civica Scuola di Teatro Paolo Grassi und begann ihre Karriere auf der Bühne. Zudem war sie Mitbegründerin der Theatergruppe The Baby Walk.
Ihr Durchbruch im Film gelang ihr 2015 mit der Hauptrolle der Dichterin Antonia Pozzi im Film Antonia. Für ihre Darstellung in Ricordi? erhielt sie 2018 den NuovoImaie Talent Award bei den 75. Internationalen Filmfestspielen von Venedig und eine Nominierung für den David di Donatello als beste Hauptdarstellerin. 2023 wurde sie für ihre Rolle in Die letzte Nacht in Mailand für den Nastro d’Argento als beste Hauptdarstellerin nominiert.

## Filmografie
Filme
- 2010: La banda dei Babbi Natale
- 2015: Antonia
- 2015: Lea (Fernsehfilm)
- 2016: Felicia Impastato (Fernsehfilm)
- 2018: Nome di donna
- 2018: Ricordi?
- 2018: Mom + Mom (Mamma + Mamma)
- 2019: Storia di Nilde (Fernsehfilm)
- 2020: Was uns hält (Lacci)
- 2021: Supereroi
- 2022: Diabolik – Ginko all'attacco!
- 2023: Die letzte Nacht in Mailand zu (L’ultima notte di Amore)
- 2024: Sei fratelli

Serien
- 2016: Donne
- 2021: The Hunter (Il Cacciatore)
- 2024: Supersex